# Logos

Řecký pravopis slova logos

Řecké slovo logos (λόγος od legein, sbírat, mluvit, počítat) má velmi široký význam, navazující na patrně nejstarší význam něčeho sebraného či shromážděného. Může znamenat (mluvenou) „řeč“, „slovo“, „příběh“, „význam“, „poměr“, „číslo“, někdy také „rozum“ a smysl, i když pro některé z nich měla řečtina zvláštní výrazy. Slovo logos naproti tomu neznamená jazyk, ani v anatomickém, ani ve filologickém významu. Jako odborný pojem se logos užívá ve filosofii a v křesťanské teologii.

## Řecká filosofie
Široké spektrum významů slova logos patrně spojuje představa něčeho, co lidská mysl „sbírá“ a shromažďuje, co sice není hmatatelné, ale co všechny skutečnosti – včetně těch hmotných – označuje a tak i do jisté míry ovládá. Každé slovo označuje množství rozmanitých skutečností či „jednotlivin“ a řeč dovoluje o nich mluvit a uvažovat právě proto, že nese významy. Také číslo, počet a poměr se vyskytují jen v lidské mysli, „počítají“ čili shrnují věci podobné povahy a umožňují o nich uvažovat jako o celku „pěti švestek“ nebo „sto a jedné noci“. Je to tedy pokaždé lidský rozum, který takto shrnuje jednotlivé zkušenosti a hledá jejich společný smysl.
Slovo, které je pro filosofické uvažování jako stvořené, uvedl do filosofie Hérakleitos z Efesu, který jím patrně mínil společný řád vesmíru, jejž člověk myšlením pouze odhaluje a odkrývá. Všechno se děje podle tohoto logu (zlomek B 1), všechno konáme a myslíme díky účasti na tomto společném logu (B 2). Logos jako společný rozum se tak může postavit proti mýtu, který původně znamenal také vyprávění, a Sókratés staví logos, založený na skutečném poznání, proti účelové řeči (logu) sofistů. Pro Platóna je logos v úzkém vztahu k matematice, která se také nemění, na ničem nezávisí a nepomíjí. Také pro stoiky je logos sjednocující rozumový princip celého Vesmíru, z něhož každá činnost vychází. Jako „semínko“ (logos spermatikos) je přítomen ve všech živých bytostech.
Pro Aristotela znamená logos rozumnou řeč, argument nebo důkaz a v tomto smyslu předmět logiky. Logos je tak také hlavní charakteristika člověka, což je „živočich, mající logos“. Tuto důležitou definici přeložil Cicero do latiny jako animal rationale („živočich vybavený rozumem“), čímž podstatně ovlivnil celou tradici západního racionalismu. Novověká přírodověda pak místo rationalis začala člověka označovat přívlastkem sapiens („moudrý“).
V alchymii hraje logos důležitou roli zejména v souvislosti se stoicismem a u novopythagorejců.

## Křesťanství
V původním širokém smyslu chápali slovo logos někteří novoplatónici, kteří mu ale připisovali božskou povahu zosobněné Moudrosti. V této podobě přišlo slovo logos do helénistického židovství (Filón Alexandrijský), do řeckého překladu Bible a do Nového zákona:
“Na počátku bylo Slovo, to Slovo bylo u Boha, to Slovo bylo Bůh. (...) Všechno povstalo skrze ně a bez něho nepovstalo nic, co jest. V něm byl život a život byl světlem lidí“ (J 1,1-4 J 1, 1 (Kral, ČEP)).
Ježíš jako Boží Syn je jediným sdělením, „slovem“ i moudrostí, jehož prostřednictvím Bůh tvoří svět a skrze něž se světu dává poznat. Na tento specifický význam Božího Slova jako druhé božské osoby a vtěleného Slova, které se účastnilo Stvoření i spásy, navazuje teologický význam slova logos, živý zejména ve východních církvích. Některé proudy současné teologie zdůrazňují i zde význam „slovo“, „řeč“, zejména tak zvaná dialektická teologie.